# ایلیا نبیل شناع
ایلیا نبیل شناع (انگلیسی: Elia Nabil Shana؛ زادهٔ ۲ مارس ۱۹۵۸) بازیکن فوتبال اهل سوریه بود.
وی به‌همراه تیم ملی فوتبال سوریه در بازی‌های المپیک تابستانی ۱۹۸۰ شرکت کرده‌است.